# Olavarría 2017
Olavarría 2017 fue el último concierto en vivo de la banda de rock argentina Los Fundamentalistas del Aire Acondicionado junto a Carlos Solari. La presentación se dio en el Predio "La Colmena" en Olavarría el 11 de marzo de 2017 ante aproximadamente 600.000 personas, batiendo un récord en toda la historia del rock argentino tanto para shows pagos como gratuitos.

## Contexto y antecedentes
Solari y Los Fundamentalistas del Aire Acondicionado venían de tocar en el concierto Tandil 2016, que convocó a más de 150 000 personas, estableciendo un récord en el rock argentino, sin embargo, ese concierto precedió lo que pasaría en Olavarría, ya que, Solari anunció que padecía de Parkinson y se retiraría de los escenarios.
En noviembre de 2016, se anunció que LFDAA se presentaría en Olavarría, precisamente el 11 de marzo del año siguiente. Las entradas salieron a la venta el 9 de enero y rápidamente consiguieron el sold-out estimado de 150 000 personas, sin embargo, el predio tenía capacidad para aproximadamente 200 000. El concierto convocó a miles de fanáticos del cantante y la banda Patricio Rey y sus Redonditos de Ricota.

## El concierto
En la tarde/noche se produjo el ingreso de los seguidores al concierto, este cubrió todas las calles de Olavarría, todos los sistemas generales estaban colapsados, y drones lograron documentar este suceso. Más tarde, la Municipalidad de Olavarría confirmaría que esto sucedió por el exceso de gente estimada.
El show comenzó pasadas las 21:30 con el sencillo «Barbazul versus el amor letal». A los veinte minutos de iniciado el recital, Solari advirtió que unos fanáticos estaban siendo aplastados por otros en la parte delantera del campo y pidió prender las luces, y tras veinte minutos de pausa forzada intentó retomar su presentación. Después de esta pausa retomó con «Héroe del whisky» y «Etiqueta negra», pero tuvo que volver a interrumpir el show por incidentes en los primeros metros del predio. El concierto continuó hasta que lo detuvo nuevamente tras «Esa estrella era mi lujo», diciendo "quizás sea apresurado, pero no me quedan más ganas de esto, cuando no se puede no se puede". Retomó nuevamente con «Todo preso es político» y un mensaje sobre las Abuelas de Plaza de Mayo y la punibilidad de menores. A las casi dos horas de show, agradeció al público por su presencia y tocaron los últimos dos sencillos (con un show ya cancelado) que fueron «Ji ji ji» y «Mi perro dinamita».

## Desenlace post-recital
Los siguientes días, Solari, fue el objeto de numerosas críticas y polémicas en el ambiente del rock argentino que se replicaron por todos los medios y redes sociales, ya que el recital dejó un saldo de 2 muertos, además de numerosos heridos y perdidos. Se crearon páginas para buscar personas que fueron al recital y que se encontraban desaparecidas. La salida del recital fue un completo desastre entre el lodazal, la oscuridad y el hacinamiento. Las rutas quedaron atascadas y los vehículos quedaron atrapados. Numerosas investigaciones dieron cuenta de cómo el sistema sanitario de la ciudad estuvo completamente colapsado. Surgieron críticas contra el Indio por tocar para 300 000 personas, cuando el predio estaba previsto solo para 150 000 —argumento que aludía a la tragedia de Cromañón, donde un público hacinado que desbordó la capacidad del recinto fue un elemento fatal para el desenlace de aquel incendio. Se supo que, al igual que anteriores recitales del Indio (y tal como sucedió en la época de los Redonditos), hubo miles que ingresaron, sin entrada, a la fuerza.

“Yo estaba hecho mierda, no quería salir de la habitación. Pero Virginia me convenció. Los músicos necesitan estar con vos, me decía y tenía razón. Igual fue medio un velorio, inevitablemente. Dos tipos que te habían ido a ver se habían muerto"
Solari acerca de los fallecimientos

El recital en Olavarría en 2017 fue el último en la carrera del Indio Solari. Ya sea por las polémicas desatadas por las muertes, que provocaron que fuera acusado en todos los medios y redes sociales, por los episodios recurrentes de violencia en sus recitales que venían arrastrándose desde que estaba en los Redonditos de Ricota, porque buscaba retirarse en un buen momento conquistando un récord histórico para el rock argentino que sería muy difícil de superar en los años venideros, por su avanzada edad, y el hecho de ser diagnosticado con la enfermedad de Parkinson, precipitaron el que el Indio Solari decidiese dejar los escenarios tras aquel recital.
Los organizadores y productores del recital fueron imputados por homicidio culposo y lesiones culposas, esto desestimó de culpabilidad a la banda, a Solari y a la intendencia de Olavarría.

## Lista de canciones
| Encore/ Set | Título                                                          | Banda                                                      | Notas.                                                                                 |
| ----------- | --------------------------------------------------------------- | ---------------------------------------------------------- | -------------------------------------------------------------------------------------- |
| Intro       | «Barbazul vs. el amor letal»                                    | Patricio Rey y sus Redonditos de Ricota                    |                                                                                        |
| Intro       | «Porco Rex»                                                     | Indio Solari y los Fundamentalistas del Aire Acondicionado |                                                                                        |
| Intro       | «Arca Monster»                                                  | Indio Solari y los Fundamentalistas del Aire Acondicionado |                                                                                        |
| Intro       | «Chau mohicano»                                                 | Indio Solari y los Fundamentalistas del Aire Acondicionado |                                                                                        |
| Intro       | «Ropa sucia»                                                    | Patricio Rey y sus Redonditos de Ricota                    | Interrupción del show por primera vez                                                  |
| Intro       | «Héroe del whisky»                                              | Patricio Rey y sus Redonditos de Ricota                    | Interrupción del show por primera vez                                                  |
| Intro       | «Etiqueta negra»                                                | Patricio Rey y sus Redonditos de Ricota                    |                                                                                        |
| Intro       | «Babas del Diablo»                                              | Indio Solari y los Fundamentalistas del Aire Acondicionado |                                                                                        |
| Set 2       | «A los pájaros que cantan sobre las selvas de internet»         | Indio Solari y los Fundamentalistas del Aire Acondicionado |                                                                                        |
| Set 2       | «Habia una vez...»                                              | Indio Solari y los Fundamentalistas del Aire Acondicionado |                                                                                        |
| Set 2       | «A la luz de la luna»                                           | Indio Solari y los Fundamentalistas del Aire Acondicionado |                                                                                        |
| Set 2       | «Pedía siempre temas en la radio...»                            | Indio Solari y los Fundamentalistas del Aire Acondicionado |                                                                                        |
| Set 2       | «Las increíbles andanzas del Capitán Buscapina en Cybersiberia» | Patricio Rey y sus Redonditos de Ricota                    | Interrupción del show por segunda vez                                                  |
| Set 2       | «Esa estrella era mi lujo»                                      | Patricio Rey y sus Redonditos de Ricota                    | Interrupción del show por segunda vez                                                  |
| Set 2       | «Todo preso es político»                                        | Patricio Rey y sus Redonditos de Ricota                    | Palabras del Indio acerca de las abuelas de la plaza de mayo y crítica al estado penal |
| Set 2       | «Flight 956»                                                    | Indio Solari y los Fundamentalistas del Aire Acondicionado | Palabras del Indio acerca de las abuelas de la plaza de mayo y crítica al estado penal |
| Set 3       | «¡Todos a los botes!»                                           | Indio Solari y los Fundamentalistas del Aire Acondicionado |                                                                                        |
| Set 3       | «Te estás quedando sin balas de plata...»                       | Indio Solari y los Fundamentalistas del Aire Acondicionado |                                                                                        |
| Set 3       | «To Beef or Not to Beef»                                        | Indio Solari y los Fundamentalistas del Aire Acondicionado |                                                                                        |
| Set 3       | «El charro chino»                                               | Indio Solari y los Fundamentalistas del Aire Acondicionado |                                                                                        |
| Set 3       | «Una rata muerta entre los geranios»                            | Indio Solari y los Fundamentalistas del Aire Acondicionado | Agradecimiento al público por la masividad y últimas palabras del show                 |
| Encore      | «Nuestro amo juega al esclavo»                                  | Patricio Rey y sus Redonditos de Ricota                    | Sencillos con el show suspendido                                                       |
| Encore      | «Ji ji ji»                                                      | Patricio Rey y sus Redonditos de Ricota                    | Sencillos con el show suspendido                                                       |
| Encore      | «Mi perro dinamita»                                             | Patricio Rey y sus Redonditos de Ricota                    | Sencillos con el show suspendido                                                       |

- Repertorio de canciones según setlist.fm[40]